# Classis (religie)
Een classis is een vergadering van een aantal protestants gereformeerde kerken in de nabije regio. Zij is het laagste bovengemeentelijke bestuursniveau.

## Ontstaan
De naam 'classis' staat via het Latijnse calare in verband met het Griekse woord kalein, dat roepen of bijeenroepen betekent. Zo kreeg het woord classis in de kerktaal de betekenis van een groep dicht bij elkaar wonende gemeenten, die bijeengeroepen werden om door onderling overleg de nodige zaken samen te regelen. In deze zin werd het woord voor het eerst gebruikt voor de bijeenkomsten van de gereformeerde kerken, die vanaf 1537 werden gehouden in het Zwitserse kanton Vaud. De synode van Emden sprak in 1571 uit dat de kerk in classes verdeeld moesten worden. Men meende dat dit nodig was ten behoeve van het welzijn van de kerk. Dit is nodig om plaatselijke kerken te beschermen tegen hun eigen ambtsdragers, maar ook om orde en tucht te bevorderen en te handhaven. De classis is dus geen bestuur van een aantal kerken, maar een vergadering om elkaar te helpen en te steunen waar nodig en de eenheid te bewaren.

## Dordtse Kerkorde
In kerken met een kerkorde die is afgeleid van de Dordtse Kerkorde uit 1618-1619 bestaat de classis uit afgevaardigden van iedere kerk uit het classisgebied. Elke kerk is vertegenwoordigd door twee afgevaardigden meestal een predikant en een ouderling, die volledig stemrecht hebben. De taak van de classis is om de onderlinge band tussen de gemeenten te bewaren, elkaar materieel en geestelijk te steunen, toezicht op de gemeenten te houden en zaken te behandelen die niet door de plaatselijke kerken kunnen worden afgehandeld. Doorgaans wordt er twee- tot viermaal per jaar door een classis vergaderd. 
De classis benoemt visitatoren. Dit zijn predikanten of ouderlingen die namens de classis op bezoek gaan bij de plaatselijke gemeenten uit de classis. Dit doen zij om op vriendelijke wijze de toestand van de plaatselijke gemeente te onderzoeken. De datum en de tijd van deze visitatie moeten van tevoren aan de gemeenteleden bekend worden gemaakt. Hierdoor kunnen gemeenteleden aanwezig zijn bij de visitatie en eventuele problemen (met hun gemeente of kerkenraad) delen met de visitatoren uit de classis. Na bevind van zaken kunnen wijzigingen aangebracht worden.
In vergaderingen van de classis worden de afgevaardigden naar de meerdere vergadering (particuliere of provinciale synode) gekozen. In meerdere vergaderingen behoort slechts datgene te worden behandeld,  wat in de mindere niet kon worden afgehandeld. Daarom vormen meerdere classes samen een provinciale synode en komen de provinciale synodes samen in de landelijke of generale synode.

## PKN
Binnen de Protestantse Kerk in Nederland (PKN) zijn bij de fusie van de Nederlandse Hervormde Kerk, de Gereformeerde Kerken in Nederland en de Evangelisch-Lutherse Kerk in het Koninkrijk der Nederlanden de provinciale en particuliere synode afgeschaft; de classes vaardigen daarom vertegenwoordigers af naar de landelijke synode. Per 1 mei 2018 zijn de toen 75 classes vervangen door 11 nieuwe. De nieuwe classes komen in omvang ongeveer overeen met de oude provinciale synodes. In plaats van de oude classes zijn de ringen gekomen, die echter meer een ontmoetingsfunctie dan een bestuurlijke rol vervullen. Iedere classis binnen de PKN heeft toen een classispredikant gekregen. Deze heeft als taak de gemeenten en kerkelijk werkers ten minste viermaal per jaar te bezoeken en vertegenwoordigt de  classis bij andere kerkgenootschappen, overheden, maatschappelijke organisaties en de media in het werkgebied van de classis.